# Pragal (stacja kolejowa)
Pragal (port: Estação Ferroviária de Pragal) – stacja kolejowa w Pragal (gmina Almada), w dystrykcie Setúbal, w Portugalii. Znajduje się na Linha do Sul. Jest obsługiwana przez pociągi prywatnego przewoźnika Fertagus.

## Historia
Stacja ta została otwarta 30 czerwca 1999.

## Linie kolejowe
- Linha do Sul